# LoMé
I LoMé sono una band indie rock italiana, formatasi a Biella nel 2001.

## Storia del gruppo
I LoMé nascono nel 2001 a Biella. Nello stesso anno partecipano al World Music Festival di Fivizzano.
Nel 2002 partecipano a diversi concorsi e festival nazionali classificandosi al terzo posto a Strade del Cinema al Teatro romano di Aosta. Nel 2003 il cantante Riccardo Ruggeri e il futuro batterista, vincono il PercFest con il duetto Le lavatrici rosse.
Nel 2004 pubblicano il loro disco di esordio Fiori su Marte con l'etichetta L'Eubage e, l'anno successivo, vincendo al Premio Bindi a Santa Margherita Ligure conferito da Bruno Lauzi, siglano un contratto per la distribuzione del disco negli Stati Uniti e in Giappone con BTF.
Nel 2006 la band si esibisce durante il Premio Tenco; la performance all'Ariston è stata trasmessa su Rai 2. Nei due anni successivi la formazione si dedica all'attività live suonando in diversi festival quali Su la Testa ad Albenga, Mantova Music Festival, Bordighera Jazz & Blues (vincendo il premio per la miglior interpretazione) e infine aprono un concerto del duo Bollani-Rava.
Nell'estate 2009 ad un loro concerto al Cinemountain Festival, partecipa la cantante Irene Grandi. Nel novembre dello stesso anno pubblicano il loro secondo disco La Ragione (non ce l'ha nessuno) ancora con L'Eubage. Alla produzione artistica vi sono Enrico Montrosset e Peter Walsh (produttore artistico dei Simple Minds, Peter Gabriel e Cristina Donà).
Nel febbraio 2010 la formazione partecipa alla manifestazione Bindi Winter e al Premio Buscaglione. Nel luglio dello stesso anno si esibiscono all'Heineken Jammin' Festival, selezionati dall'apposita giuria tra i 3500 partecipanti del contest.
Nel 2011, sempre per l'etichetta L'Eubage, realizzano il disco live Prigionieri delle scimmie. Nello stesso anno si esibiscono come pop rock band alla Casa Verdi di Milano. In agosto 2012 suonano al Ferrara Buskers Festival, rassegna internazionale degli artisti di strada; e nel 2013 aprono il concerto dei Musica Nuda al Bloom di Mezzago.
Nel 2013 la band incide il brano Manichini [Il silenzio ammazza] per l'associazione Libera. Associazioni, nomi e numeri contro le mafie corredato da un video. Il brano viene selezionato tra i vincitori del contest Musica Contro Le Mafie e premiato al Medimex di Bari mentre il video, realizzato da Gigi Piana, riceve il premio speciale Mei, conferito durante il Pivi di Pistoia.

## Formazione

### Formazione attuale
- Riccardo Ruggeri - voce, chitarra (2001-presente)
- Italo Graziana - batteria e cori (2008-presente)
- Mauro "Maurino" Dellacqua - basso elettrico (2012-presente)
- Christian Rossetti - tastiere e pianoforte (2013-presente)

### Ex componenti
- Jacopo Mazza - tastiere e pianoforte (2013-2014)
- Andrea Manzoni - tastiere e pianoforte (2001-2013)
- Demetrio Quattrone - batteria (2001-2002)
- Luca Bertinaria - contrabbasso (2002-2009)
- Andrea Beccaro - batteria (2004-2007)
- Mattia Barbieri -Batteria (2009-2010)
- Enzo Ceccantini - sax baritono (2002-2009)
- Luca Curcio -Contrabbasso (2009-2012)

## Discografia

### Album

#### Album studio
- 2004 – Fiori su marte
- 2009 – La Ragione (non ce l'ha nessuno)

#### Live
- 2011 – Prigionieri delle scimmie

### EP
- 2008 – Bugzum

### Singoli
- 2009 – Zum zum zum
- 2009 – Le mie idee
- 2013 – Manichini [il silenzio ammazza]